# Hemidactylus tropidolepis
Hemidactylus tropidolepis är en ödleart som beskrevs av  François Mocquard 1888. Hemidactylus tropidolepis ingår i släktet Hemidactylus och familjen geckoödlor. Inga underarter finns listade i Catalogue of Life.
Denna geckoödla är med en längd av cirka 7 cm liten. Den har en avplattad kropp och en kort nos. Fjällen på ovansidan är varierande i storlek och de överlappar varandra. Grundfärgen på ovansidan är brun till grå och flera exemplar har mörka strimmor eller linjer eller svarta punkter på ryggens topp. På kroppssidorna är ofta vita punkter synlig. Hos arten förekommer även individer med en svart fläck bakom varje öga. Ibland är fläckarna sammanlänkande med varandra och den svarta färgen fortsätter kring axlarna.
Arten förekommer i södra Somalia, i Kenya och i angränsande områden av Etiopien. Den lever i låglandet och i bergstrakter upp till 1300 meter över havet. Habitatet utgörs av buskskogar med växter av släktena Acacia och Commiphora samt av klippiga områden med lite gräs. Individerna gömmer sig på dagen mellan stenar eller under träbitar.
Hemidactylus tropidolepis vistas främst på marken och den har olika ryggradslösa djur som föda. Honor lägger två ägg med hårt skal per tillfälle.
För beståndet är inga hot kända. Arten är inte sällsynt och den listas av IUCN som livskraftig (LC).